# Уебстраница
Уебстраницата е документ или информационен ресурс, който е подходящ за World Wide Web. Достъпът до уебстраниците може да бъде осъществен чрез уеббраузър, а съдържанието им обикновено се показва на монитор на компютър (вкл. на екран на мобилно устройство). Тази информация обикновено се съхранява във формат от тип HTML или XHTML и може да предоставя навигация към други уебстраници чрез хипертекстови връзки. Обикновено уебстраниците включват текст, изображения (картинки, илюстрации, фотографии) и стилове във формат на файла от тип CSS, но може също да включват анимация, мултимедийно съдържание (файл с музика/звук, видеоклип с или без звук) или скриптове, написани на JavaScript, VBScript и др. скриптови програмни езици.
Няколко уебстраници, обединени от обща тема и дизайн, а също свързани помежду си с връзки и обикновено разположени на един уебсървър, образуват уебсайт.

## Описание
Основните елементи, които може да съдържа една уеб страница са:
Видима информация:
- Текстова информация
- Нетекстова информация:
  - Статични изображения, най-често растерна графика във форматите GIF, JPEG и PNG или векторна графика във форматите Adobe Flash и SVG
  - Анимирани изображения, обикновено анимирани GIF или SVG изображения, но също Adobe Flash, Adobe Shockwave или Java applet.
  - Звук, обикновено MP3, ogg или други формати
  - Видео

- Интерактивна информация:
  - За взаимодействие в рамките на страницата:
    - Интерактивен текст (DHTML)
    - Интерактивни илюстрации – от задвижвани при натискане изображения до игри, като обикновено се използва система от скриптове, Adobe Flash, Java applet, SVG или Adobe Shockwave
    - Бутони, обикновено използвани в съчетание със скриптове или DHTML

  - За взаимодействие между страниците:
    - Хипервръзки, стандартният метод са преместване към нова страница
    - Форми, даващи възможност за взаимодействие на потребителя с приложения, работещи на сървъра

Скрита информация:
- Коментари
- Метаданни, съдържащи семантични данни, информация за кодирането на символи, DTD и други
- Информация за стиловете във формата на CSS
- Скриптове, най-често JavaScript, които се изпълняват от браузъра и допълват функционалността и интерактивността на страницата

Уеб страниците се идентифицират чрез унифицирани локатори на ресурси (URL), стандартизирани низове, уникални за съответната страница в рамките на Интернет. При динамичните уеб страници в URL може да се съдържат и параметри, оказващи влияние върху съдържанието на страницата и начина на показването му.

## Видове уебстраници
Уебстраниците са основно два вида:
- Статична страница е тази страница, чието съдържание се определя предварително, и се съхранява в този вид на уебсървъра.
- Динамична уебстраница е тази страница, чието съдържание се създава в зависимост от характеристиките, предоставени от потребителя и в зависимост от данните, съхранявани в базата данни на сайта.

## Адрес на уебстраница (URL)
Адресът на страницата, наречен URL, е всъщност заявката, адресирана към HTTP сървъра, и се нарича HTTP заявка. Адресът се състои от няколко части, основните от които са протоколът http и името на домейна.